# Eduard Mainoni
Eduard Mainoni (* 10. Februar 1958 in Salzburg) ist ein ehemaliger österreichischer Politiker (FPÖ, dann BZÖ, zuletzt Team Stronach). Er war Staatssekretär im Bundesministerium für Verkehr, Innovation und Technologie in der Bundesregierung Schüssel II.
Nach Abschluss des Studiums der Rechtswissenschaften im Jahr 1985 und dem Rechtspraktikum am Bezirks- und Landesgericht Salzburg war Mainoni beruflich von 1986 bis 2001 als Direktor des Österreichischen Wachdienstes tätig, von 2002 bis 2004 als Mitglied der Geschäftsleitung.
Politisch wirkte er als Klubobmann des Gemeinderatklubs der FPÖ in Salzburg, Landesparteiobmann-Stellvertreter der FPÖ Salzburg, Mitglied des Bundesrates und von 1999 bis 2004 als Abgeordneter zum Nationalrat.
Ab 25. Juni 2004 war Mainoni zunächst für die FPÖ, ab April 2005 für das von Jörg Haider gegründete BZÖ als Staatssekretär im Bundesministerium für Verkehr, Innovation und Technologie tätig.
Ab April 2005 amtierte Mainoni zunächst als Sprecher, seit März 2006 als gewählter Obmann der BZÖ-Landesgruppe Salzburg.
Kurz vor der Nationalratswahl 2006 sorgte ein Interview mit Mainoni für Aufsehen, in dem er unter anderem zugab, dass die offensive Thematisierung der Einwanderungspolitik ein „Geschäft mit der Angst“ ist und dass man sich bei der Zwangsarbeiterrestitution aus strategischen Beweggründen „eingekauft“ habe, um „Ruhe vor den jüdischen Organisationen zu haben“.
Mittlerweile hat sich Mainoni in die Privatwirtschaft zurückgezogen (er war als Geschäftsführer einer Ortsentwicklungsgesellschaft tätig) und arbeitet derzeit an einem eigenen Projekt für Lagerraumvermietung in Salzburg. In Salzburg-Lehen betreibt Mainoni seit Anfang 2011 die Weinbar Habsburger. Mainoni hat in der Zwischenzeit seine Funktion als Obmann des BZÖ Salzburg zurückgelegt und ist aus dem Bündnis ausgetreten.
2014 trat Mainoni als Spitzenkandidat für das Team Stronach bei der Gemeinderatswahl in der Stadt Salzburg an. Die Partei erreichte jedoch nur 1,6 Prozent und verfehlte den Einzug in den Gemeinderat.